# Epidendrum diffusum
Epidendrum diffusum är en orkidéart som beskrevs av Olof Swartz. Epidendrum diffusum ingår i släktet Epidendrum och familjen orkidéer. Inga underarter finns listade i Catalogue of Life.